# 天山还阳参
天山还阳参（学名：Crepis tianshanica）为菊科还阳参属下的一个种。为多年生小草本。产于天山东北，新疆沙湾县。为中国特有种。生于山坡草地，海拔2600米左右处。

## 性状
多年生小草本，高3～5厘米，被稀疏的柔毛或上部毛密。根细，有少数芽。茎直立。
叶为轮廓披针形，大头羽状，均被柔毛或无毛，侧裂片3～4对，互生、对生或斜对生。
花为头状花序，大，2枚，聚伞状排列；总苞为钟状，长1.2厘米，黑色，总苞片4层，外层短或较短，长椭圆状披针形，顶端锐尖，内层披针形或椭圆状披针形，内侧无毛，外侧全部有稀疏的白色绢毛，于中肋上有黑色多细胞长糙毛；小花舌状，黄色。
果为瘦果，未成熟；带白色冠毛。

## 扩展阅读
- 維基物種上的相關：天山还阳参

1. ↑  潘伯荣. . 南京: 东南大学出版社. 2021.12: 638. ISBN 978-7-5641-9932-6.
2. 1 2 3 4 5  《新疆植物志》编写委员会. . 乌鲁木齐: 新疆科学技术出版社. 2019.05: 551–552. ISBN 978-7-5466-4193-5.